# Google Fonts
Google Fonts (Google фонтови; раније Google Web Fonts) је Google-ова интерактивна библиотека фонтова на интернету, која омогућава олакшано коришћење фонтова за API, CSS и Андроид.

## Појединости
Библиотека је креирана 2010. године, унапређена 2011. и 2016. године. Већина фонтова су под лиценцом SIL Open Font License 1.1, док су поједини фонтови обухваћени Apache лиценцом; обе лиценце су слободне. Библиотеку такође дистрибуира и SkyFonts компаније Monotype и Adobe Fonts.
Гуглов директоријум фонтова је намењен за олакшано откривање фонтова на интернету. Сервис је веома обиман, са преко 17 трилиона фонтова у употреби, што значи да је сваки од могућих 916 фонтова био послужен преко 19 милијарди пута, а да је свака жива особа у просеку преузела сваки од фонтова два или три пута. Неки од популарних фонтова су Open Sans, Roboto, Lato, Slabo 27px, Oswald и Lobster.
Google-ова библиотека се развија на GitHub репозиторијуму Google Fonts на адреси  где све датотеке могу бити преузете директно. Изворни кодови многих од фонтова могу се наћи у гит репозиторијумима у оквиру  организације GitHub, заједно са софтвером са слободном лиценцом коју користи заједница Google-ових фонтова.
Веб-мастери из Немачке добили су писма упозорења због тога што су учитавали фонтове директно са Google-ових сервера, што није било у складу са Општом регулацијом о заштити података.